# アントローナ・スキエランコ
アントローナ・スキエランコ（伊: Antrona Schieranco）は、イタリア共和国ピエモンテ州ヴェルバーノ・クジオ・オッソラ県にある、人口約400人の基礎自治体（コムーネ）。

## 地理

### 位置・広がり
| 隣接するコムーネは以下の通り。括弧内のCH-VSはスイスヴァレー州フィスプ郡所属を示す。 - ボニャンコ - ボルゴメッツァヴァッレ - カラスカ＝カスティリオーネ - チェッポ・モレッリ - モンテスケーノ - Saas Almagell (CH-VS) - ヴァンツォーネ・コン・サン・カルロ - ヴィガネッラ - Zwischbergen (CH-VS) |

## 行政

### 分離集落
アントローナ・スキエランコには、以下の分離集落（フラツィオーネ）がある。
Cheggio, Locasca, Madonna, Rovesca